# Lupinus bicolor

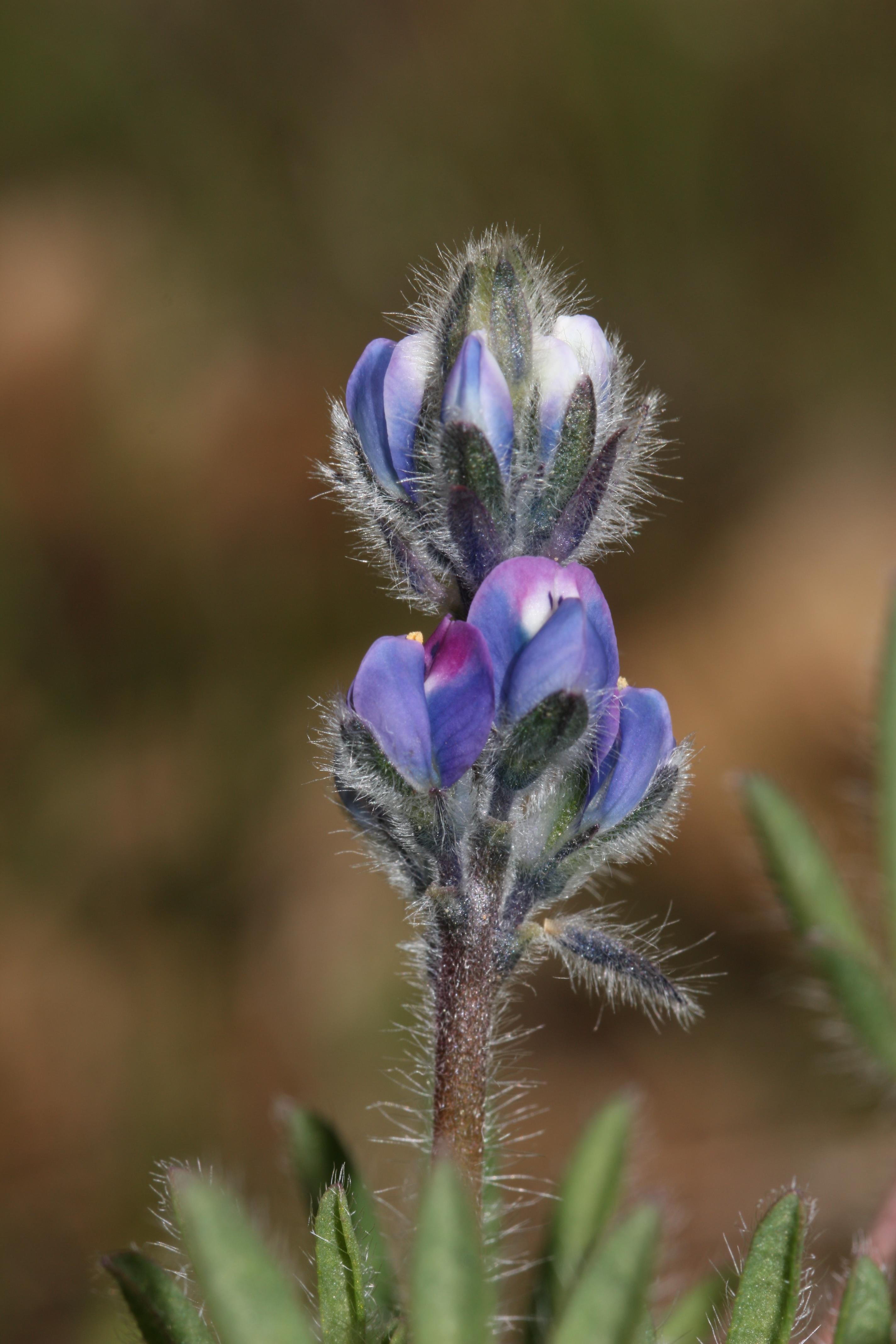
A inflorescência é um racemo na extremidade do caule. As flores individuais nascem em pedicelos longos de 1 a 3,5 milímetros. A pétala vai do oblonga ao circular, normalmente azul com o centro branco, com 5 a 7 milímetros de comprimento.

Lupinus bicolor é uma espécie de tremoço.
É uma planta anual ou perene com flores vistosas, nativa do oeste da América do Norte, do noroeste da Baixa Califórnia, por toda a Califórnia, e do norte até a Colúmbia Britânica. É encontrada em diversos habitats abaixo de 910 metros, incluindo: pastagens e florestas. Muitas vezes compartilha habitats com outras flores silvestres que florescem abundantemente na primavera e no início do verão, incluindo a Eschscholzia californica.

## Descrição
Lupinus bicolor tem um caule curto e peludo e folhas finas e dispostas em palmas.
A inflorescência é curta para um tremoço, com até 8 centímetros de altura. Como o próprio nome sugere, as flores são geralmente de duas cores, sendo uma delas geralmente um azul profundo. A outra cor geralmente é branca, roxa clara ou magenta. Às vezes há pequenas pintas ou manchas nas pétalas.
Os frutos felpudos da planta são bastante pequenos, com apenas alguns centímetros de comprimento e muito finos, e contêm pequenas ervilhas acastanhadas.

### Variedades
Esta planta pode ter aparência variável e existem diversas variedades e subespécies. As variedades incluem:
- Lupinus bicolor var. rostratus – endêmico da Califórnia.
- Lupinus bicolor var. tridentatus – endêmico da Califórnia.
- Lupinus bicolor var. trifidus – endêmico da Califórnia.
- Lupinus bicolor var. umbellatus – endêmico da Califórnia.

## Cultivo
Lupinus bicolor é cultivada como planta ornamental, a partir de sementes semeadas em m jardins selvagens, com plantas nativas e tolerantes à seca, assim como em projetos de paisagismo natural e restauração de habitat.
As plantas são importantes para os polinizadores, incluindo abelhas nativas e mamangabas. Em uma escala local, descobriu-se que Lupinus bicolor aumenta a abundância da abelha Bombus vosnesenskii em locais de restauração em Santa Bárbara, CA.

## Ligações Externas
- Media relacionados com Lupinus bicolor no Wikimedia Commons
- Calflora Database: Lupinus bicolor (Bicolored lupine, miniature lupine)
- USDA Plants Profile for Lupinus bicolor
- Jepson Manual eFlora (TJM2) treatment of Lupinus bicolor
- Coe State Park photo gallery (Lupinus bicolor)
- UC Photos gallery — Lupinus bicolor